# St. Stephan (Altenbaindt)

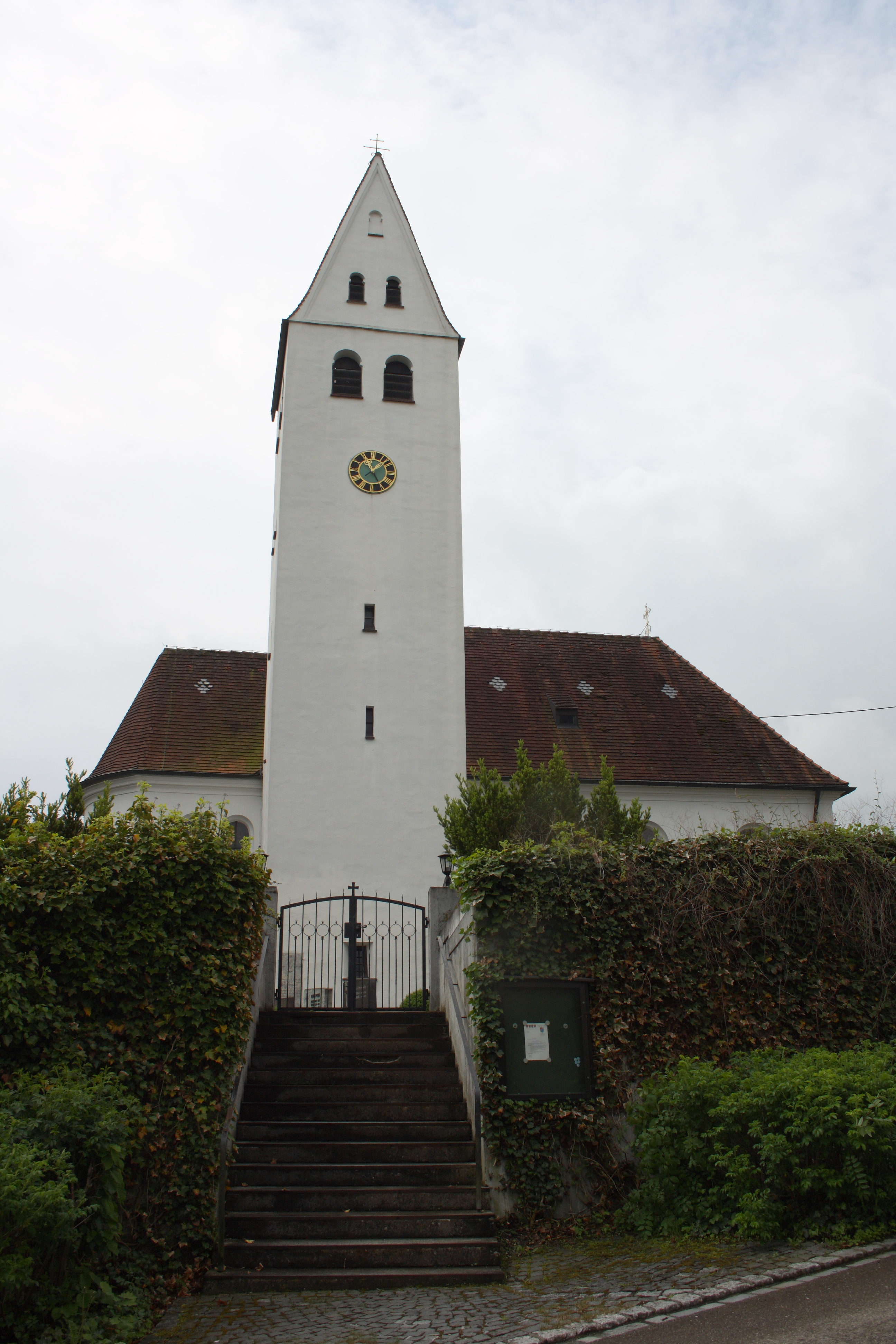
St. Stephan in Altenbaindt

Die römisch-katholische Pfarrkirche St. Stephan steht in Altenbaindt, einem Gemeindeteil von Holzheim im schwäbischen Landkreis Dillingen an der Donau in Bayern. Das denkmalgeschützte Bauwerk ist in der Liste der Baudenkmäler in Holzheim (bei Dillingen an der Donau) unter der Nr. D-7-73-140-7 eingetragen. Die Kirchengemeinde gehört zum Dekanat Dillingen des Bistums Augsburg. Kirchenpatron ist der Hl. Stephanus.

## Beschreibung

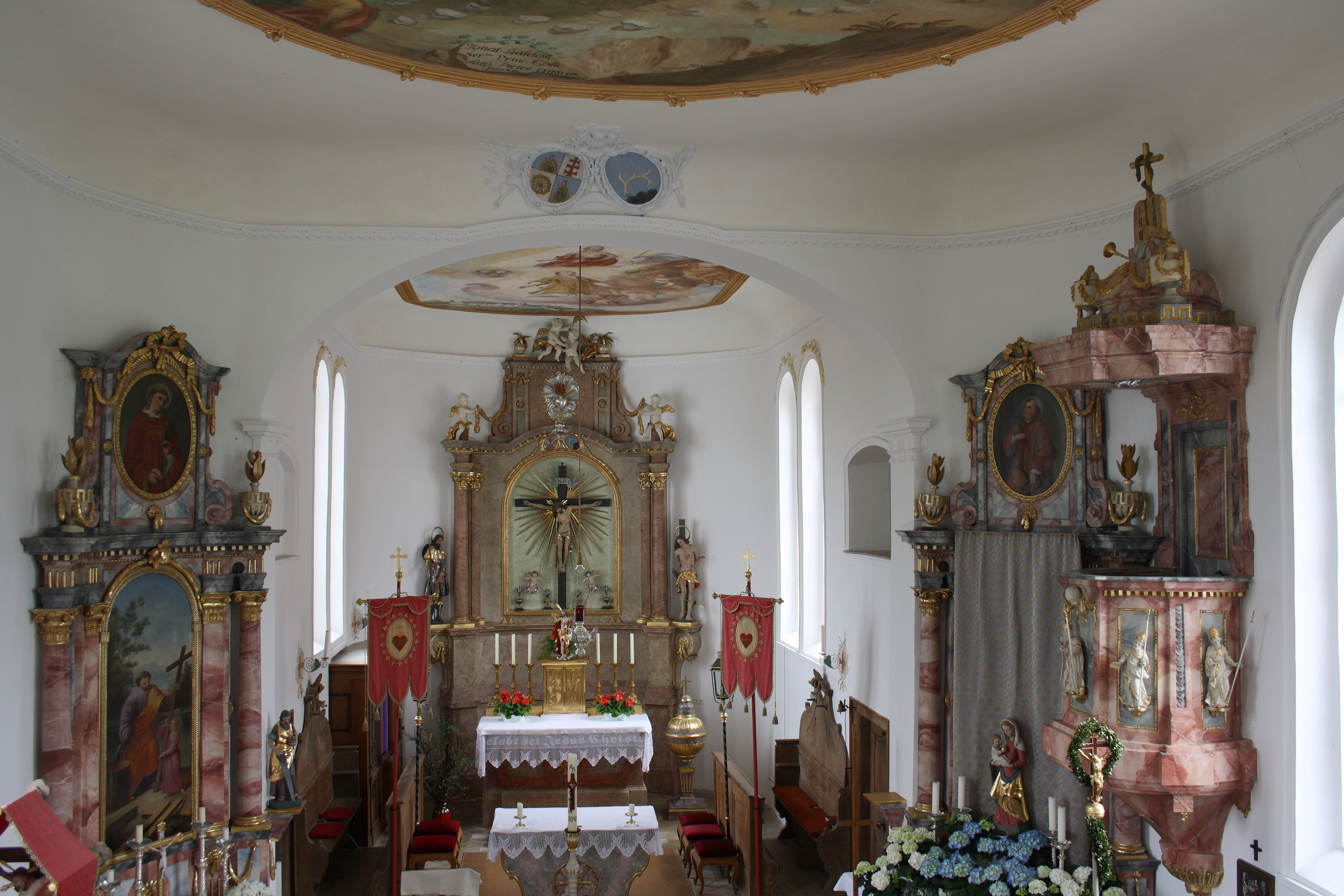
Altäre und Kanzel

Die 1784 erbaute Saalkirche besteht aus einem Langhaus, einem eingezogenen, dreiseitig geschlossenen Chor im Osten und einem Chorflankenturm an dessen Nordwand, der quer mit einem Satteldach bedeckt ist. Sein oberstes Geschoss beherbergt den Glockenstuhl. Darunter ist an der Nordseite das Zifferblatt der Turmuhr angebracht. 
Die Fresken im Innenraum des mit einer Flachdecke überspannten Langhauses wurden um 1785 von Ignaz Baldauf gestaltet. Der von den Statuen der beiden Pestheiligen Rochus und Sebastian flankierte Hochaltar wurde 1785 aus Stuckmarmor gebaut. Die barocke Amannkanzel wird von einem Schalldeckel, der mit den beiden Tafeln der Zehn Gebote und einem Kreuz mit der ehernen Schlange bekrönt ist, überdacht. 
Die Orgel wurde 1913 von den Gebrüdern Hindelang installiert.